# Каспаров, Александр Исакович
Александр Исакович Каспаров (9 мая 1931, Нуха, АзССР, СССР — 8 июня 2019) — советский работник строительной отрасли, Герой Социалистического Труда.

## Биография
Родился 9 мая 1931 года в городе Нуха Азербайджанской ССР (ныне город Шеки, Азербайджан), СССР.
Умер 8 июня 2019 года. Похоронен в Москве на Троекуровском кладбище.

## Награды
- медаль «Серп и Молот»
- два ордена Ленина (9 июля 1986, 30 апреля 1991)
- орден Трудового Красного Знамени (13 октября 1965)
- российский орден Почёта (14 февраля 2007)
- две серебряные медали ВДНХ СССР
- медаль «За освоение недр и развитие нефтегазового комплекса Западной Сибири»
- медаль «Золотая Звезда» 1-й степени (1965, Афганистан).